# Pigment
|  | Per a altres significats, vegeu «Pigment biològic». |

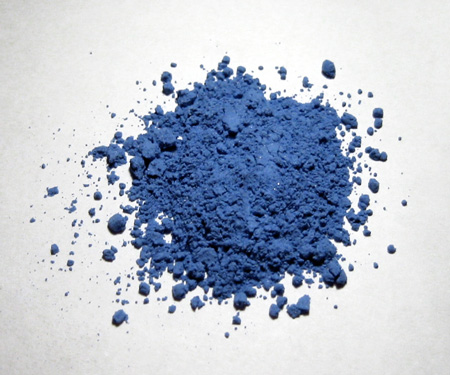
Pigment natural blau marí en forma de pols.

Un pigment és un material que canvia el color de la llum que reflecteix com a resultat de l'absorció selectiva del color. Aquest procés físic és diferent a la fluorescència, la fosforescència i altres formes de luminescència, en les quals el mateix material emet llum. Els pigments tenen diversos usos, però la seva funció principal és aportar color.
Molts materials selectivament absorbeixen certes ones de llum, depenent de la seva longitud d'ona. Els materials que els éssers humans han triat i produït per a ser utilitzats com pigments en general tenen propietats especials que els tornen ideals per a acolorir altres materials. Un pigment ha de tenir una alta força tenyidora relativa als materials que acoloreix. A més ha de ser estable en forma sòlida a temperatura ambient.
Els pigments són utilitzats per a tenyir pintura, tinta, plàstic, tèxtils, cosmètics, aliments i altres productes.
La majoria dels pigments utilitzats en la manufactura i en les arts visuals són colorants secs, usualment en forma de pols fi. Aquesta pols és afegida a un vehicle o matriu, un material relativament neutre o incolor que actua com a aglutinant.
Per a aplicacions industrials, així com artístiques, la permanència i l'estabilitat són propietats desitjades. Els pigments que no són permanents són anomenats fugitius. Els pigments fugitius s'esvaeixen amb el temps, o amb l'exposició a la llum, mentre que d'altres acaben per ennegrir.
Generalment es fa distinció entre un pigment, el qual és insoluble en el vehicle (formant una suspensió), i un tint, el qual o és un líquid o és soluble en el vehicle (resultant en una solució). Un colorant pot ser un pigment o un tint depenent del vehicle en el que s'usa. Tot i que a vegades la distinció entre uns i altres resulta confusa.
Una laca és un pigment fet precipitant o fixant un colorant sobre una base inert, quan el pigment pur no té cos o té massa potència de tinció (normalment pigments orgànics).

## Base física

Una gran quantitat d'ones (colors) es troben amb el pigment. Aquest pigment absorbeix la llum verda i vermella, però reflecteix la blava, creant el color blau.

Els pigments produeixen els seus colors pel fet que selectivament reflecteixen i absorbeixen unes certes ones lluminoses. La llum blanca és aproximadament igual a una mescla de tot l'espectre visible de llum. Quan aquesta llum es troba amb un pigment, algunes ones són absorbides pels enllaços químics i substituents del pigment, mentre unes altres són reflectides. Aquest nou espectre de llum reflectit crea l'aparença del color. Per exemple, un pigment blau marí reflecteix la llum blava, i absorbeix els altres colors. Els pigments, a diferència de les substàncies fluorescents o fosforescents, només poden sostreure ones de la llum que rep, mai afegir noves.
L'aparença dels pigments està íntimament lligada al color de la llum que reben. La llum solar té una temperatura de color alta i un espectre relativament uniforme, i és considerada un estàndard per a la llum blanca. La llum artificial, per part seva, tendeix a tenir grans variacions en algunes parts del seu espectre. Vists sota aquestes condicions, els pigments llueixen de diferents colors.
Els espais de colors usats per a representar colors numèricament han d'especificar la seva font de llum. Els espais de color Lab, tret que s'indiqui el contrari, assumeixen que la mesura va ser presa sota una font lluminosa de tipus D65 (Daylight 6500 K), la qual té aproximadament la mateixa temperatura de color que la llum solar.
Altres propietats d'un color, com ara la seva saturació o la seva lluminositat, poden ser determinades a partir de les altres substàncies que acompanyen als pigments. Els adhesius i farciments afegits a químics pigmentadores purs també tenen els seus propis patrons d'inflexió i absorció, els quals poden afectar l'espectre final. De la mateixa forma, en mescles de pigment i adhesiu, alguns raigs de llum poden no trobar-se amb molècules pigmentadores, i poden ser reflectits tal qual. Aquest tipus de raigs contribueixen a la saturació del color. Un pigment pur permet que fuita molt poca llum blanca, produint un color altament saturat. Una petita quantitat de pigment barrejat amb molt adhesiu, no obstant això, té un aspecte insaturat i opac a causa de la gran quantitat de llum blanca que escapa.

## Grups de pigments

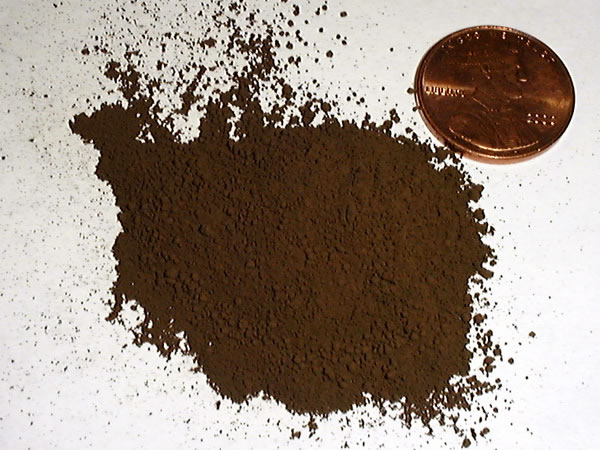
Pigment d'òxid de ferro.

### Segons la composició
- Pigments d'arsènic: verd de París
- Pigments de carboni: negre de carbó, negre d'ivori, negre de vinya, negre de fum
- Pigments de cadmi: verd de cadmi, vermell de cadmi, groc de cadmi, taronja de cadmi
- Pigments d'òxids de ferro: Caput Mortuum, òxid vermell, ocre vermell, vermell venecià
- Pigments de crom: òxid de crom verd, groc de crom
- Pigments de cobalt: blau de cobalt, blau ceruli, violeta de cobalt, groc de cobalt
- Pigments de plom: blanc de plom, groc de Nàpols, albaialde, tetraòxid de plom
- Pigments de coure: verd de París, blau egipci
- Pigments de titani: blanc de titani, groc de titani, negre de titani
- Pigments de mercuri: vermelló
- Pigments de zinc: blanc de zinc
- Pigments d'argila: siena natural, siena torrada, ombra natural, ombra torrada, ocre
- Pigments biològics: alitzarina, carmesí alitzarí, anyil, cotxinilla, porpra de Tir, ftalocianina

### Segons l'origen
En la fabricació i ús de pintures se sol classificar els pigments segons el seu origen, ja que segons aquest solen tenir un comportament comú. Per exemple, els procedents de terres naturals solen tenir molt bona resistència a la llum, al contrari que els d'origen animal.
- Inorgànics
  - Terres naturals
  - Terres naturals calcinades
  - Colors minerals de preparació artificial

- Orgànics
  - Vegetals
  - Animals
  - Pigments orgànics sintètics

## Pigments per la pintura

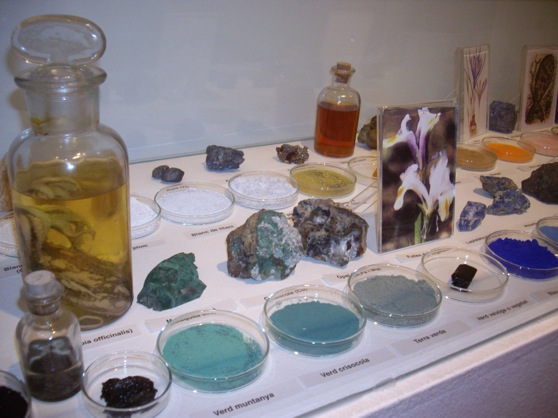
Mostres de pigments al Museu d'Art de Girona.

Quan parlem de pintura, anomenem pigment a qualsevol substància que doni el seu color a un altre material quan es barregen o quan s'aplica en una capa superficial fina.
Els pigments no es dissolen mai en el medi líquid on es barregen, la pintura. Si es dessolessin no estaríem parlant de pintura i pigment, sinó de colorant o tint.
Tots els tipus de pintura (oli, aquarel·la, ...) utilitzen els mateixos pigments, només canvia el medi -material- on es barreja el color i la manera d'aplicar-lo (brotxa, pinzell, espàtula, aerògraf, ...). Algun pigment pot ser més adequat barrejat en algun medi que en un altre, per exemple, algun pigment que és opac barrejat amb aigua pot ser gairebé transparent amb oli i en aquest cas només servirà per veladures (transparències).
Requisits dels pigments:
- Han de ser una pols fina i suau.
- Han de ser insolubles en el medi emprat.
- Han d'aguantar la llum sense canviar de color.
- Han de ser químicament inactiu i no alterar-se al contacte amb altres materials o l'aire.
- Han de tenir un grau d'opacitat o transparència adequat al seu propòsit.
- Han de complir aquestes propietats per si sols, sense ingredients adulterants.

També és important que tingui una procedència acreditada, on comprovin la qualitat dels seus colors, utilitzin matèries primeres de qualitat i puguin donar informació del seu origen i detalls de la composició i qualitat. El pintor, a l'hora de treballar, ha de saber si els pigments utilitzats en cada color són compatibles entre ells o si hi haurà reaccions químiques que puguin afectar el resultat.

## Reproduccions
Els pigments purs reflecteixen la llum d'una forma molt específica que no pot ser imitada amb precisió pels emissors de llum d'un monitor d'ordinador. No obstant això, en fer acurades mesures de pigments, es poden fer aproximacions. El sistema de Munsell proveeix una bona explicació conceptual del que manca. Munsell va elaborar un sistema que proporciona una mida de color objectiva en tres dimensions: tint, valor (o lluminositat) i saturació. Les visualitzacions en ordinador en general són incapaces de mostrar la veritable saturació de molts pigments, però el tint i la lluminositat poden ser reproduïts amb relativa precisió. No obstant això, quan la gamma d'una visualització a l'ordinador es desvia del valor de referència, la mesura de tint també queda sistemàticament esbiaixada.
Les aproximacions següents assumeixen un aparell reproductor a gamma 2.2, usant l'espai de color sRGB. Com més un aparell es desvia d'aquests estàndards, menys precises seran aquestes reproduccions, i no pot reproduir perfectament les intricades combinacions espectrals vistes originalment. En molts casos el color percebut d'un pigment cau fora del gamut de la visualització de l'ordinador i un mètode anomenat localització del gamut és utilitzat per aproximar la veritable aparença. La localització del gamut compensa la lluminositat, tint o saturació per produir el color a la pantalla, depenent de la prioritat escollida en l'intent de conversió.
| #990024        | PR106 - #E34234  | #FFB02E   | PB29 - #003BAF | PB27 - #0B3E66  |
| -------------- | ---------------- | --------- | -------------- | --------------- |
|                |                  |           |                |                 |
| Vermell de Tir | Bermelló (genuí) | Groc indi | Blau Ultramar  | Blau de Prússia |

## Història
Els pigments que es produeixen naturalment, com els ocres i els òxids de ferro, han estat usats com a colorants des de l'era prehistòrica. Els arqueòlegs han trobat evidències que els humans primitius utilitzaven pintura per a fins estètics, com la decoració del seu cos. S'han trobat pigments i eines relacionades que es creï tenen entre 350.000 i 400.000 anys d'antiguitat en una cova a Twin Rivers, prop de Lusaka, Zàmbia.

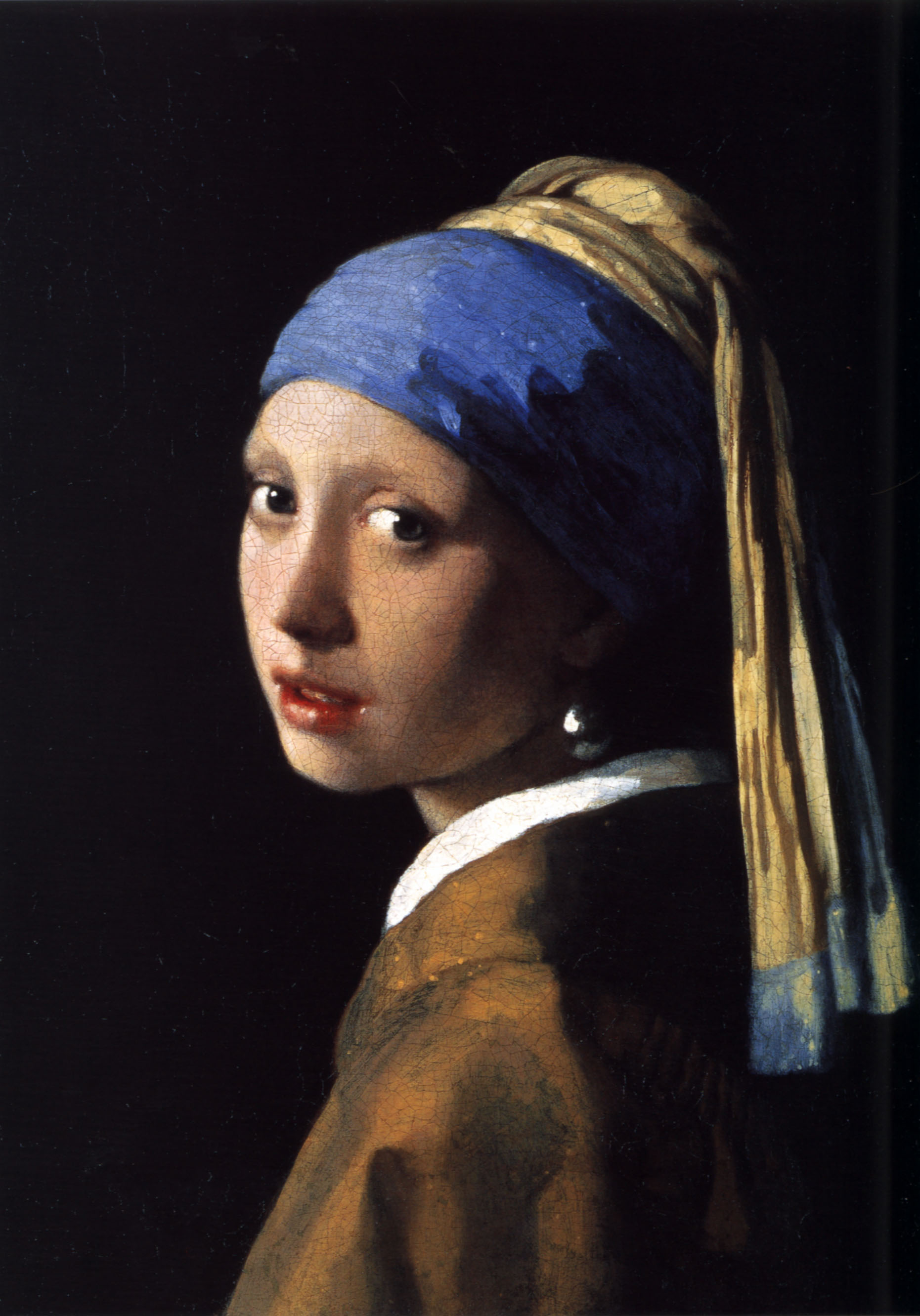
La jove de la perla per Johannes Vermeer (c. 1665).

Abans de la Revolució industrial la varietat de colors disponibles per a l'art i altres usos decoratius era tècnicament limitada. La majoria dels pigments usats eren pigments terrestres i minerals o d'origen biològic. També eren recol·lectats i comerciats pigments de fonts inusuals com a substàncies botàniques, desfets animals, insectes i mol·luscs. Alguns colors eren difícils o impossibles de preparar amb els pigments disponibles. El blau i el porpra eren associats amb la reialesa a causa del seu alt cost.
Els pigments biològics en general eren difícils d'adquirir, i els detalls de la seva producció eren mantinguts en secret pels fabricants. La porpra de Tir és un pigment produït a partir de la mucosa d'una de les moltes espècies de caragols del gènere Murex. La producció de la porpra de Tir per a ser utilitzada com a tint va començar des d'almenys l'any 1200 aC amb els fenicis, i va ser continuada pels grecs i romans fins a 1453, any de la caiguda de Constantinoble. El pigment era car i difícil de produir, i els objectes tenyits amb ell eren sinònim de poder i riquesa. L'historiador grec Teopomp, qui va viure al segle iv, va dir que "el porpra per a tints valia el seu pes en plata a Colofó [a l'Àsia Menor]".
També eren utilitzats i comerciats pigments minerals. L'única manera d'aconseguir un blau fort i brillant era usant una pedra semipreciosa, el lapislàtzuli, amb la qual es produïa un pigment conegut com blau ultramar. No obstant això, les millors fonts de lapislàtzuli eren remotes. El pintor flamenc Jan van Eyck (segle xv) generalment no emprava blau en les seves obres. Encarregar un retrat en el qual s'utilitzés blau marí es considerava un gran luxe. Si un client desitjava blau, havia de pagar extra. Quan Van Eyck usava lapislàtzuli, mai ho barrejava amb altres colors, sinó que ho aplicava en la seva forma pura, gairebé com un setinat decoratiu. El preu prohibitiu del lapislàtzuli va forçar als artistes a buscar pigments alternatius menys cars, tant minerals (atzurita) com a biològics (indi).
El descobriment del Nou Món per part d'Espanya en el segle xvi va introduir nous pigments i colors en les cultures dels pobles de tots dos costats del Atlàntic. El carmí, un tint i pigment derivat d'un insecte parasitari que pot ser trobat a Centre i Sud-amèrica, va aconseguir gran valor a Europa. Produït a partir de cotxinilles assecades i triturades, el carmín podia ser utilitzat en tints de fàbrica, pintura per al cos o en forma sòlida, en gairebé qualsevol tipus de pintura o cosmètic.

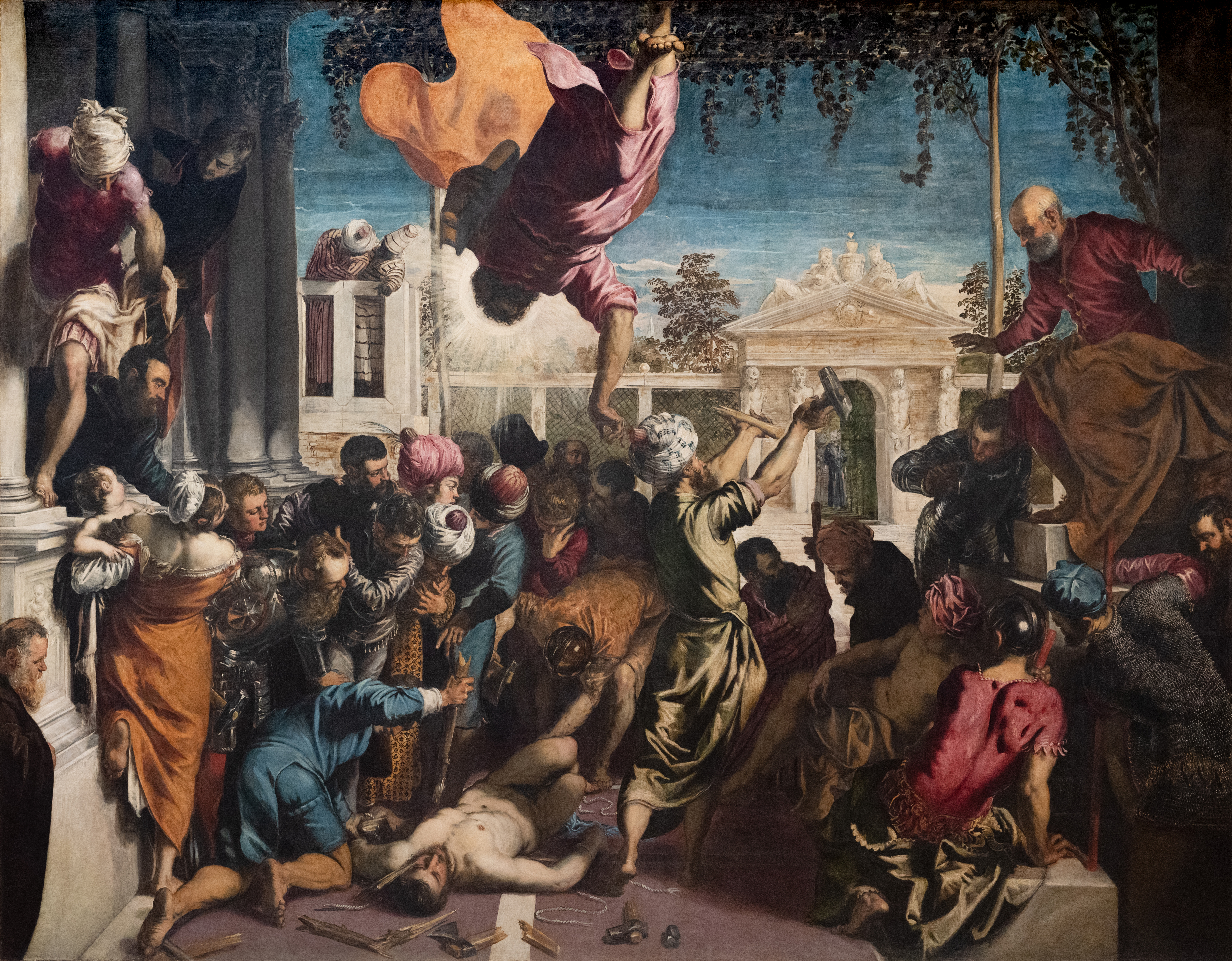
Sant Marc alliberant l'esclau de Tintoretto (c. 1548). Fill d'un tenyidor, Tintoretto va usar el pigment vermell carmí, derivat de la cotxinilla, per a produir dramàtics efectes de color.

Els nadius del Perú havien produït tints per a tèxtils a partir de cotxinilla des d'almenys l'any 700, però els europeus no havien vist mai el color. Quan els espanyols van envair l'Imperi asteca en el que avui dia és Mèxic, ràpidament van explotar el color per tenir noves oportunitats comercials. El carmí es va convertir en la segona exportació més valuosa de la regió després de la plata. Els pigments produïts a partir de la cotxinilla els van donar als cardenals de l'Església catòlica les seves característiques vestimentes d'intens color i als casaques vermelles anglesos els seus distintius uniformes. La veritable font del pigment, un insecte, va ser mantinguda en secret fins al segle xviii, quan els biòlegs la van descobrir.
Mentre que el carmín era popular a Europa, el blau va romandre com un color exclusiu, associat amb la riquesa i el prestigi. El pintor del segle xvii Johannes Vermeer sovint realitzava un luxós ús de lapislàtzuli, juntament amb carmín i groc indi, en les seves acolorides pintures.

### Desenvolupament de pigments sintètics
Els primers pigments coneguts van ser els minerals naturals. Els òxids de ferro produeixen una àmplia varietat de colors i se'ls pot trobar en moltes pintures rupestres del Paleolític i el Neolític. Dos exemples són l'ocre vermell (Fe2O3) i l'ocre groc (Fe2O3.H2O). El carbó vegetal, o negre carbó, també ha estat usat com a pigment negre des de la Prehistòria.
Dos dels primers pigments sintètics van ser el blanc de plom (carbonat de plom, (PbCO3)2Pb(OH)2) i la frita blava (blau egipci). El blanc de plom es produeix en combinar plom amb vinagre (àcid acètic, CH3COOH) en presència de diòxid de carboni (CO2). La fregida blava és silicat de calci cobri i va ser fabricada a partir d'un cristall acolorit amb un mineral de coure, com la malaquita. Aquests pigments van ser usats des d'almenys del II mil·lenni aC.
Les revolucions industrial i científica van propiciar una gran expansió en la gamma de pigments sintètics, que són fabricats o refinats a partir de substàncies naturals, disponibles tant per a fins comercials com per a l'expressió artística.

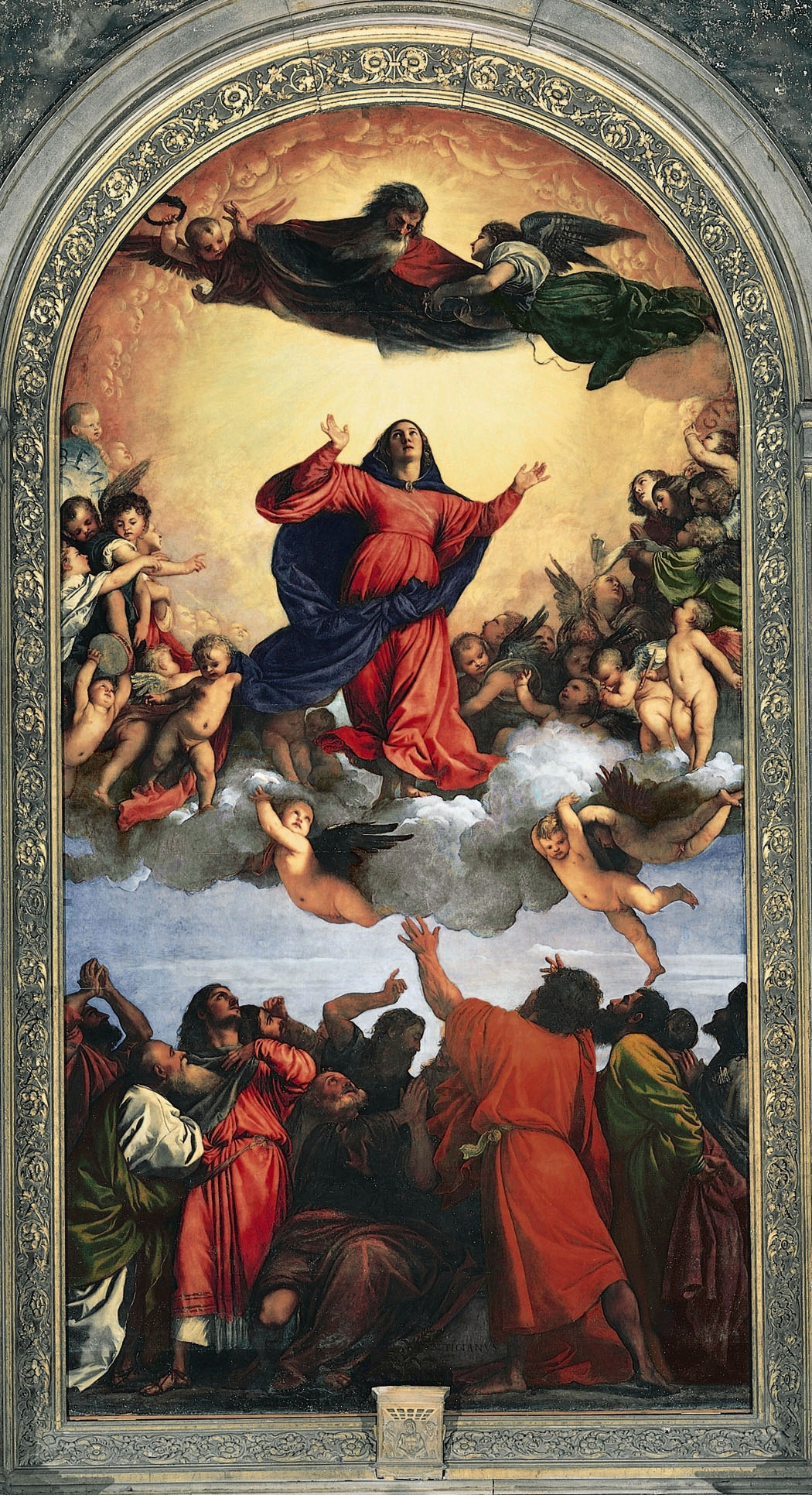
Ticià va utilitzar el pigment històric vermelló per a produir els tons vermells en el fresc Assumpció de Maria, acabat c. 1518.

A causa del cost del lapislàtzuli, es van fer molts intents per trobar un pigment blau menys costós. El blau de Prússia va ser el primer pigment sintètic modern, descobert per accident en 1704. A principis del segle xix  les varietats existents de blaves s'havien afegit pigments blaus sintètics i metàl·lics, entre ells l'ultramarí francès, una forma sintètica del lapislàtzuli, i les diverses formes de blau cobalt i ceruli. Al començament del segle xx amb la química orgànica es va afegir el blau ftalo, un pigment orgànic sintètic amb un enorme poder tenyidor.
Els descobriments científics quant a colors van crear noves indústries i van produir canvis en la moda i els gustos. El descobriment en 1856 del porpra de Perkin, el primer tint d'anilina, va establir les bases per al desenvolupament de centenars de tints i pigments sintètics. Aquest tint va ser descobert per un químic de 18 anys d'edat anomenat William Perkin, qui va explotar el seu descobriment en la indústria i es va fer ric. El seu èxit va atreure a una generació de seguidors, ja que joves científics van entrar al camp de la química orgànica per a obtenir assoliments semblants. En les últimes dècades del segle xix tèxtils, pintures i altres articles en colors com a vermell, carmesí, blau i porpra es van anar fent assequibles.
El desenvolupament de pigments i tints químics va ajudar a portar prosperitat industrial a l'Alemanya i altres països del nord d'Europa, però va provocar dissolució i declivi en altres llocs. En l'antic Imperi espanyol en el Nou Món, la producció de colors de cotxinilla ocupava milers de treballadors mal pagats. El monopoli espanyol en aquesta producció hi havia vàlid una fortuna fins a començaments del segle xix quan la Guerra d'Independència de Mèxic i altres canvis en el comerç van interrompre la producció. La química orgànica li va donar el cop final a la indústria de la cotxinilla. Quan els químics van crear substituts barats per al carmín, la indústria i el seu estil de vida van caure en picat.

### Noves fonts per a pigments històrics

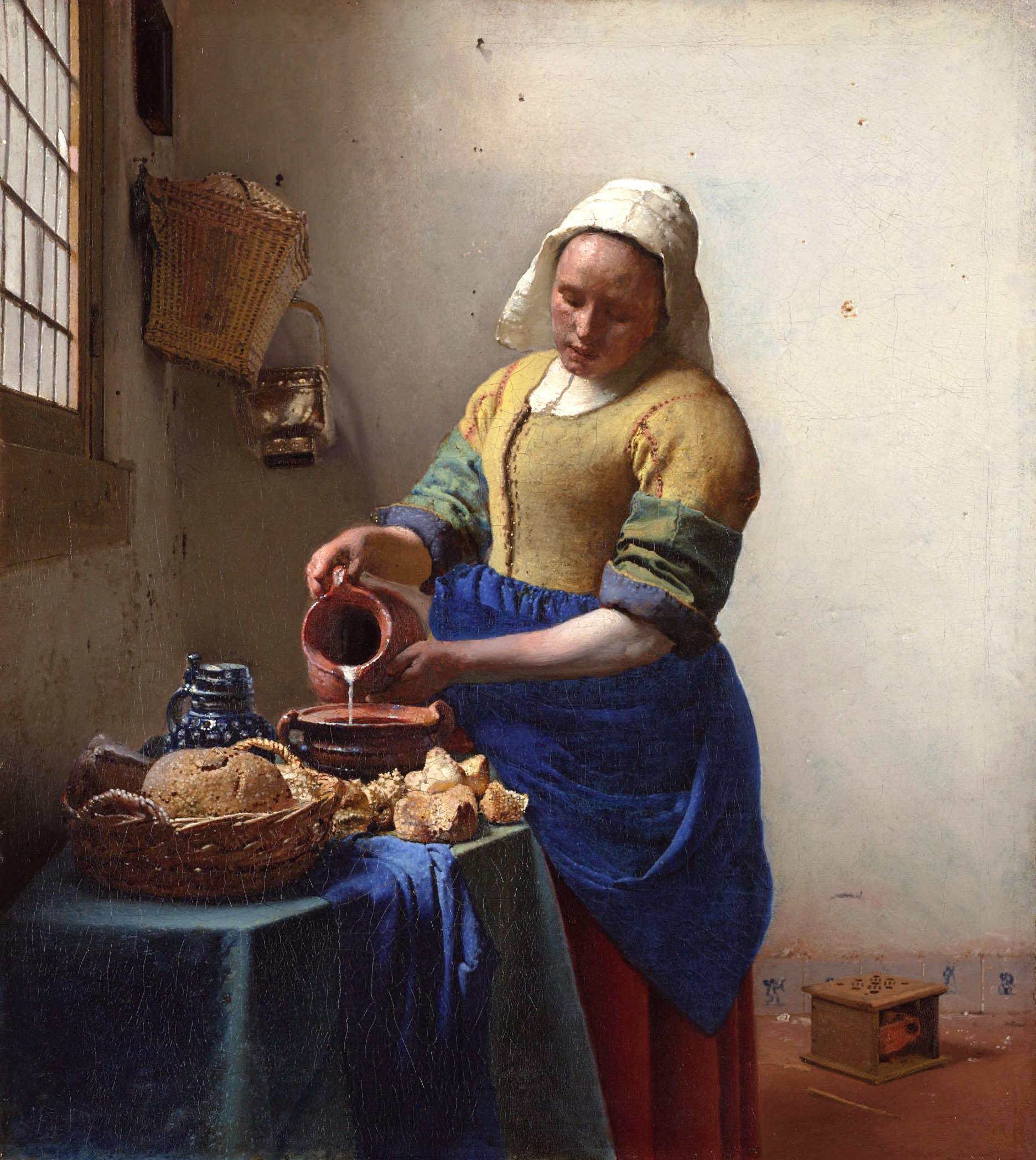
La lletera de Johannes Vermeer (c. 1658). Vermeer era atrevit en la seva elecció de pigments costosos, incloent-hi groc indi, lapislàtzuli i carmí, com es mostra en aquesta acolorida obra.

Abans de la Revolució industrial, molts pigments eren coneguts pel lloc en el qual es produïen. Pigments basats en minerals i argiles en general ostentaven el nom de la ciutat o regió on eren obtinguts aquests elements. El siena natural i el siena torrada provenien de Siena, Itàlia, mentre que l'ombra natural i l'ombra torrada venien d'Úmbria. Aquests pigments es trobaven entre els més senzills de sintetitzar, no obstant això, els químics han creat colors moderns basats en els originals que són més consistents que els colors obtinguts de les mines, encara que aquests nous pigments han conservat els seus noms històrics.
En alguns casos el nom original ha canviat el seu significat en aplicar-se un nom històric a un color modern popular. Per convenció, un pigment contemporani que reemplaci a un pigment històric és indicat anomenant-li tint al color resultant, però els fabricants no sempre mantenen aquesta distinció. Els següents exemples il·lustren la naturalesa canviant dels noms de pigments històrics:
- El groc indi es presumeix que originalment va ser produït recol·lectant orina de bestiar alimentat únicament amb fulles de mango. Els pintors neerlandesos i flamencs dels segles segle xvii i segle xviii apreciaven el pigment per la seva lluminositat. El tint modern de groc indi és una mescla de pigments sintètics i es comercialitza amb el nom de groc azoic.[16]
- El blau ultramar, originalment obtingut de la pedra semipreciosa anomenada lapislàtzuli, ha estat reemplaçat per un pigment sintètic modern més barat produït a partir de silicat d'alumini amb impureses de sofre. Al mateix temps, el blau real, un altre nom alguna vegada donat a tints produïts a partir de lapislàtzuli, ha evolucionat per a convertir-se en un color molt més clar i brillant, i generalment és fabricat barrejant blau ftalo i diòxid de titani, o a partir de tints blaus barats. Ja que el blau marí sintètic és químicament idèntic al lapislàtzuli no s'usa la designació de tint. El blau francès, un altre nom històric per al blau ultramar, va ser adoptat per la indústria tèxtil com a nom de color en els anys 1990 i va ser aplicat a un to de blau que no té res en comú amb el pigment històric conegut com a blau marí francès.
- El vermelló, un compost tòxic de mercuri benvolgut per la seva tonalitat vermella-taronja fosca per pintors com Ticià, ha estat reemplaçat per pigments sintètics inorgànics. Encara que la pintura vermelló genuïna encara pot ser aconseguida per a obres de belles arts i de restauració d'obres d'art, pocs fabricadors el produeixen, a causa de qüestions legals. D'igual forma, pocs artistes el compren, ja que ha estat desplaçat per pigments moderns que són més barats i menys tòxics, així com menys reactius amb altres pigments. Com a resultat, el vermelló genuí gairebé no existeix. Els colors moderns de vermelló són oficialment anomenats tints vermellons per a distingir-los del vermelló genuí.